# もののけPRESENT
もののけPRESENT（もののけプレゼント）は、みやさかたかしによる漫画作品。1992年2-8月・1994年7月-1995年7月にかけ、『サイバーコミックス』『バトルエンジェルス』『コミックWill』に不定期連載された。

## 概要
「もののけ」と呼ばれる存在である狐娘・涼子（すずね）と、その周りで起こる事件を描くファンタジー物で、みやさかの代表作として現在「ななみまっしぐら」とともに双璧を成す作品である。
当初バンダイ出版課の『サイバーコミックス』に不定期連載されたが、4回で同誌が休刊。のちラポートのアンソロジーコミック『バトルエンジェルス』で1回、『コミックWill』で3回連載されたが、いずれも休刊となり連載が中絶した。現在も未完であり、単行本も2巻まで出たまま途絶した状態となっている。
話数は雑誌掲載された数としては6話であるが、単行本収録の際の描き直しと話の調整により2話付け加えられ8話となっている。以下の節では全て単行本の話数によって述べる。

## あらすじ
古から伝えられて来たさまざまな信仰が、人々の間で失われようとしている現代。人と長く共存していた「もののけ」は、そのために出来てしまった人との埋めがたい溝に苦しみ、破滅的な行動に出る者も少なくなかった。そんな中、狐娘・涼子は「みんな忘れているだけ、きっと思い出せる」と人間を信じ、さまざまな悲しい事件や切ない結末に巻き込まれながらも、それをなすことの出来る者を探し続けている……。

## 1巻と2巻の差異
本作は単行本1巻所収の第1-4話と、2巻所収の5-8話で涼子の置かれている状況が異なる。
1巻では涼子は放浪を続けており、その土地その土地で仮の生活を営んでいる。その際に事件に出会って狐であることが露見すると、そこを去っていくことになる。
これに対し、2巻での涼子は大きな公園の中にある「那須」というお好み焼き屋に店員として住み込んでいる。その生活の中で出会う事件が描かれており、1巻と雰囲気を異にする。

## 本作の「もののけ」観
本作における「もののけ」は、古から人間の持っていた「万物に神宿る」と考えるアニミズムによる想像や思念が累積して多くの「精霊（かみ）」となり、いつか一つの自立的な存在として結実したものとされる。このため「もののけ」の外見はあくまでその状況下で安定して取れている姿であって、本質的には固定されていない。
このように人間の意識との紐帯が非常に太いため、人心の変動に弱い。特に現代にあって人心が荒れがちになっている状況は致命的で、濁った感情や負の感情の流入により体調を崩したり、力を発揮出来なくなったり、性格が変わってしまったり、ひどい場合暴走してむくつけき姿となり暴れ回ることもある。また影響を嫌って自分から姿を消す者もいるなど、破滅的な状況に陥る者が少なくない。本作ではそのような「もののけ」たちの悲しい姿も描かれる。

## 登場人物

### レギュラーキャラ
比緒涼子（このお・すずね）
本作のもののけ側の主人公。白狐の狐娘。年齢は不明であるが、相当な長寿と思われる。妖力によって人間の姿を保っているため外見年齢は可変で、高校生から大学生くらいの大きな姿と小学生くらいの小さな姿の双方を持つ。普段は前者の大きな姿で暮らしているが不安定で、妖力を著しく使いすぎると後者の小さな姿に縮んでしまう。これはしばらく休養すれば元に戻る。まぶしく見上げるような眼が特徴。子供の頃は訛っていたが、現在は標準語を使う。
化けるのが昔から下手なため耳や尻尾は隠せずむき出しであるが、耳はたすきで、尻尾は長いスカートで隠している。このたすきは昔、松崎冬也の先祖にあたる侍に「耳をふさいでしまえば人間の勝手な声も聞こえない、叫びも聞こえない」「小さな神が、涼子が涼子でいられるように」との言葉と共に贈られたもので、その想いから涼子の力を封じ、さらに悪しき想いから守る役割をも持っている。
長いこと小さな山の守り神として暮らしていたが、保護者である龍神が我が身の破滅を嫌って姿を消したことをきっかけに故地を離れて旅に出た。正体が露見するとその地を去る、という決まりをけじめとして自分に課しており、そのために各地を転々としていたが、現在はお好み焼き屋「那須」に店員として定住している。
人を信じ、どんな時代にもどんな場所にも自分たち「もののけ」を創り上げた素朴な想いを持ち続けている人がいるとの信念を持っている。そのため純朴で優しく友好的であるばかりでなく、一本筋の通った性格をしている。戦いの時には、自分の言うことを分かってもらいたいと激情をぶつける場面も見られる。
「もののけ」という立場上、どうしても人間では解決出来ない人間と「もののけ」の紛争に割って入らざるを得なくなることが多く、龍神の形見である龍の珠を使って雷を落とすなどして戦う。その結果ももの悲しいものとなることが少なくなく、彼女を悲しませたこともある。
松崎冬也に対しては、かつて自分をかわいがってくれた侍の子孫であることと、自分の理想とする人間に近い人物であることからか、淡い恋心を持っている模様。
松崎冬也（まつざき・とうや）
本作の人側の主人公。職業は警察官で、階級は不明。年齢は20代後半。バイクや車が好きで、作中乗り回す場面がいくつも見られる。愛車はバイクがホンダのMVX250F、車はさまざまな車種の部品や発動機をつぎはぎした改造車のジープ。
のんびり屋でのんきな性格であるが、熱血漢としての側面も持つ。また純粋で心が広く、涼子の理想とする人間像に近い。
実は涼子に耳を封じるたすきを与えた侍の子孫であり、その血を受け継いでいることから涼子と接した時にデジャヴを感じたこともある。
冒頭にも述べた通り本来は人側の主人公であるが、本格的に動き出す前に連載が中絶したため主人公として機能していない。
菜穂（なお）
2巻で寄宿し始めたお好み焼き屋「那須」に後から住み込み始めた少女。年齢は大体普段の涼子と同じくらい。
お茶目でのりのいい性格をしており、涼子とは名コンビ。
雪女と人間のハーフで、雪を降らせたり気温を下げたりすることが可能。ただしハーフであるため完全な力は出せないらしく、冬以外は普通の人間程度まで力が鈍る模様。
また管狐のかすみをペットにしており、これを使って「那須」の亭主夫婦に偽の記憶を植えつけて住み込むなどなかなかしたたかな面もある。

### ゲストキャラ
由紀（ゆき）
第1話「南風」で登場。山小屋の娘で、祖母の跡を継いで喫茶店を開いている。軟派な客が山に入るのに憤慨しており、「この辺はここら辺の主の住んでいるところだから荒らしてはならない」という言い伝えを信じて、不心得者の入らない山であって欲しいと思っている。
山の神と涼子の戦いに居合わせ、周囲の淀んだ感情のために危うく失活しかけた龍の珠に再び力を与え、涼子を勝利に導く役割を果たした。
山の神
第1話「南風」で登場。本来由紀の住む山の守り神であったが、スキー場が開かれて山に入って来た不心得者の濁った想いにあてられて自分を見失い、人間への怨念に凝り固まって悪霊と化していた。
見せしめのために人間を惨殺し、さらに涼子が耳を封じてまで人間社会で暮らしている狐であるのを知って自分の陥っている闇へと彼女を引きずり込もうとする。
一時涼子の武器である龍の珠を失活させるところまで追い詰めるが、由紀の想いにより復活した彼女に「耳を閉ざしていたのはあたしじゃない、忘れられたと勝手に思い込んでいたあんただ」と論破される。
涼子に更生を促されるが聞かず、龍の珠により雷を落とされ雲散霧消した。
詩乃（しの）
第2話「古風」で登場。冬也の住む街にある雑木林の中の下宿にいついていた座敷童子。東北地方から移住して来たようで、独特の方言を使う。
家主に管理を任されて下宿に住むようになった涼子と仲良くなるが、そのうちに涼子のたすきがうらやましくなって彼女が寝ているすきにこっそりと持ち去り、外の世界へ出て行ってしまう。
しかし、帰りに地元の破落戸にいたぶられ、その拍子にたすきが外れて暴走。詩乃の保護者である木魅（こだま）の手助けで飛んで来た涼子に止められる。
その後、「ここはもう自分たちのいる場所ではないようだ」という木魅とともに、涼子の制止も聞かず惜別の言葉を残して天高く消え去ってしまう。
木魅（こだま）
第2話「古風」で登場。詩乃のそばでずっとその身辺を見守っていた木の霊。実は涼子に下宿の管理を委託した老婆その人。
たすきを失い、座敷童子の結界に閉じこめられた涼子の詩乃を助けたいという想いに応えて彼女を結界の外へ放出する。
最後、「ここはもう自分たちのいる場所ではない」と判断し、詩乃と共に消え去る。
ほたる
第3話「涼風」で登場。不入斗高校（いりやまずこうこう）の古い寮に住み着いた白猫の猫又。
猫の「家に憑く」という習性から古い寮への思い入れを強く持っていたが、それが行きすぎた結果、相部屋を嫌って外のマンションへ逃げていく学生、ひいては人間全体への怨念を抱くようになってしまう。
このため古い寮との別れを惜しむその年の文化祭をぶち壊しにしようと佐智の躰に取り憑いて生徒を襲い、涼子に止められる。
最終的には自分が素直に人間の心を信じることが出来ずにいたことを認め、涼子と和解。「次に会う時は互いに互いのままで」と約束を交わし合う。
佐智（さち）
第3話「涼風」で登場。不入斗高校の女子学生。相部屋となる古い寮を嫌い、外のマンションで暮らしている。非常に冷淡な性格で、古い寮の送別会である今回の文化祭に否定的。他の学生からも孤立しているきらいがある。しかしその性格が災いして恨みに凝り固まったほたるに憑かれてしまう。
ほたるが涼子によって改心してからは、他の学生ともうち解けるようになったと思われる。
かすみ
第5話「雪風」で登場。菜穂のペットである管狐で、人に取り憑くことが出来る。いたずら者で菜穂に手を焼かせている。
菜穂が「那須」にやって来た日に外へ逃げ出してしまい、涼子に憑こうとするがたすきの封印のために失敗。その後公園でたむろしていた破落戸に取り憑くが、その心の濁りにあてられて性格が豹変、自己中心的・野心的な性格となってしまう。
涼子に無理矢理取り憑こうと襲いかかるも、龍の珠の効果で呼び出された雲により、雪女としての力を発揮した菜穂の攻撃でお仕置きされた。
汐路（しおじ）
第7話「潮風」で登場。江ノ島弁財天の化身。涼子たちが海水浴にやって来た際、涼子の正体を一瞬で見抜き「勝手な真似は承知しない」と警告した。
その晩、不心得な若者たちが島内の洞窟に隠されていた人間魚雷「回天」を発見、何も知らずにはしゃいでいることに激昂、本来の姿である蛇体で脅しつける。
そこに飛び込んで来た涼子にも襲いかかるが、その戦いの中で実は本来船が無事に戻るように守護する役割を持つ汐路が、敵に突撃して還ることのない「回天」の存在を忌まわしく思い、自分の無力を呪って洞窟を閉じていたことが判明。
最終的に涼子の提案で「回天」を龍宮へ送ることを決意。涼子に自らの躰に雷を落とさせて決着をつける。
葉月（はづき）
第8話「古里の頃」で登場。菜穂に黙って温泉探しに出かけ、雨に降られて難渋していた涼子を助けた少女。
実はダムに沈んだ村の周りに残った山に住んでいる狸で、いたずらで仲間たちや狐たちと組んで涼子を化かす。

### その他
龍神
かつての涼子の保護者。人心の荒廃による影響が自分の身に及ぶのを恐れ、涼子に雷を起こすことの出来る龍の珠を形見に託して消え去った。
侍
冬也の先祖に当たる侍。姓名不明。山の守り神であった涼子をことのほかかわいがり、傷を治してもらったりと彼自身も世話になっていた。戦に出かける際に「涼子が涼子でいられるように」と力を封じる呪力のこもったたすきを涼子に贈る。なお、この戦での生死は不明。

## エピソード
- 元は『サイバーコミックス』用の作品ではなく、全く別の会社への持ち込み用の原稿であった。しかし予定先の会社が倒産したために、5年間もお蔵入りになった。これが同誌に掲載されることになったのは、ある時酒宴で仕事の状況についてぼやきを漏らしていたのが先方の編集部に伝わったためという。お蔵入り前は妖怪退治物を予定していたという。
- わずか4回の連載で『サイバーコミックス』が休刊となったため、当初作者は単行本になるとは全く思っておらず、郷里の神奈川県横須賀市に帰ろうかと思っていたほどであった。これがラポートに会社を変え単行本として梓に上ったのは、たまたま別の仕事の最中に同社編集部長の小牧から「単行本を出したいが余っている原稿はないか」と持ちかけられたのに乗ったためである。この縁により本作はラポートのアンソロジーで掲載が続き、2巻目も出ることになった。
- 涼子の出身地は明らかにされていないが、単行本1巻のキャラクター紹介で作者が後半、「川中島は自分の田舎の近く」と述べている。前文とのつながりが明確でないが、キャラの紹介文でわざわざ具体的地名を出していることから、文脈上出身地として信濃国更級郡川中島（現在の長野県長野市川中島地区）周辺を意識していることが示唆される。
- 涼子の髪型は1巻と2巻で前髪を中心に変更が加えられており、現在同人活動で描かれる際の髪型は2巻のものである。なお完全ストレートにするという構想も練られたが、あまりにイメージが違いすぎるため断念したという。
- 涼子は上述の通り「大きい姿と小さい姿がある」「妖力を使いすぎると縮む」という設定があるが、小さな姿で登場するのは子供の頃の回想内であることがほとんどで、実際に小さな姿で登場したり縮んだりしたのは第4話「立風」と第7話「潮風」のみである。第2話でも途中で小さな姿に切り替えているが、これは詩乃の心中世界でのことであり、現実で小さくなったわけではない。
- 単行本化に際し、かなり修正が入っている。作者自身も「話によっては元の掲載版がどこまで残っているやら」と語っている。
- 本作は作者が最も思い入れのある作品であり、続きについては「許されるなら書き下ろしも辞さない、駄目なら同人でも何とかしたい」とまで熱意を見せている。ただし現実問題としては難しいようでいまだに実現していない。
- 涼子は「ななみまっしぐら」に時折スター・システム形式で登場したことがある。多く背景や話にほとんどからまない無名キャラとしての登場であるが、単行本5巻末尾の話では「すずね」という名前で登場、役どころもななみ店長一行を化かす狐娘役であったりと積極的に話にからんでいる。